# 파비오 카펠로
파비오 카펠로(이탈리아어: Fabio Capello ˈfaːbjo kaˈpɛllo[*], 1946년 6월 18일, 프리울리베네치아줄리아주 산칸치안디존초 ~)는 이탈리아의 전직 축구 선수이자 감독이다.
선수 시절 카펠로는 SPAL, 로마, 밀란, 그리고 유벤투스에서 활약했다. 그는 미드필더로 출전해 현역 15년 동안 많은 우승을 거두었다. 그는 로마 소속으로 코파 이탈리아를 1969년에 우승했고, 유벤투스에서 가장 화려한 시기를 보냈는데, 1972년, 1973년, 그리고 1975년에 3차례 세리에 A를 우승했다. 밀란 소속으로는 1977년에 또다시 코파 이탈리아 정상에 올랐고, 1979년에 또 리그를 우승했다. 카펠로는 현역 시절에 이탈리아 국가대표팀 경기에도 출전했었는데, 총 32번의 경기에 출전해 8골을 기록했다.
감독으로서의 처음 5년 동안, 카펠로는 밀란 소속으로 4번의 세리에 A 우승을 거두었는데, 1993-94 시즌 챔피언스리그에서는 바르셀로나와의 결승전에서 기억에 남을 4-0 대첩을 기록했다. 그는 이후 레알 마드리드를 이끌고 첫 해인 1996-97 시즌에 라 리가를 우승했고, 2001년에는 로마를 지휘하여 18년 만의 리그 정상에 등극했다. 카펠로는 유벤투스 소속으로도 2번 리그를 우승했고,(훗날 칼초폴리 스캔들로 박탈) 레알 마드리드로 복귀한 2006-07 시즌에도 라 리가를 우승했다. 종합하여, 그는 총 16년 동안 7번의 주요 리그 우승(유벤투스에서 박탈당한 2번의 리그 우승까지 포함하면 9번)을 거두었다. 그는 가장 위대한 감독을 거론하면 손꼽힌다.
카펠로는 2007년 12월부터 잉글랜드 국가대표팀 감독을 역임하기도 했다. 잉글랜드 국가대표팀 임기에 그는 2010년 월드컵과 유로 2012 예선전을 성공적으로 통과했으나, 전자의 대회에서 16강에 탈락했고, 후자의 대회도 로이 호지슨이 바통을 이어받아 8강에서 멈췄다. 2012년 2월, 그는 잉글랜드 축구 협회와의 불화로 잉글랜드 국가대표팀 감독직을 내려놓았고, 같은 해 7월에 러시아 국가대표팀 감독으로 취임했다. 2015년 7월 14일, 러시아 축구 협회는 그를 경질하고 레오니트 슬루츠키를 후임으로 내정했다. 2017년, 그는 중국의 장쑤 쑤닝 감독으로 취임했지만, 이듬해 해임되었고, 그 후로 축구 감독으로서 전격 은퇴했다.

## 클럽 경력

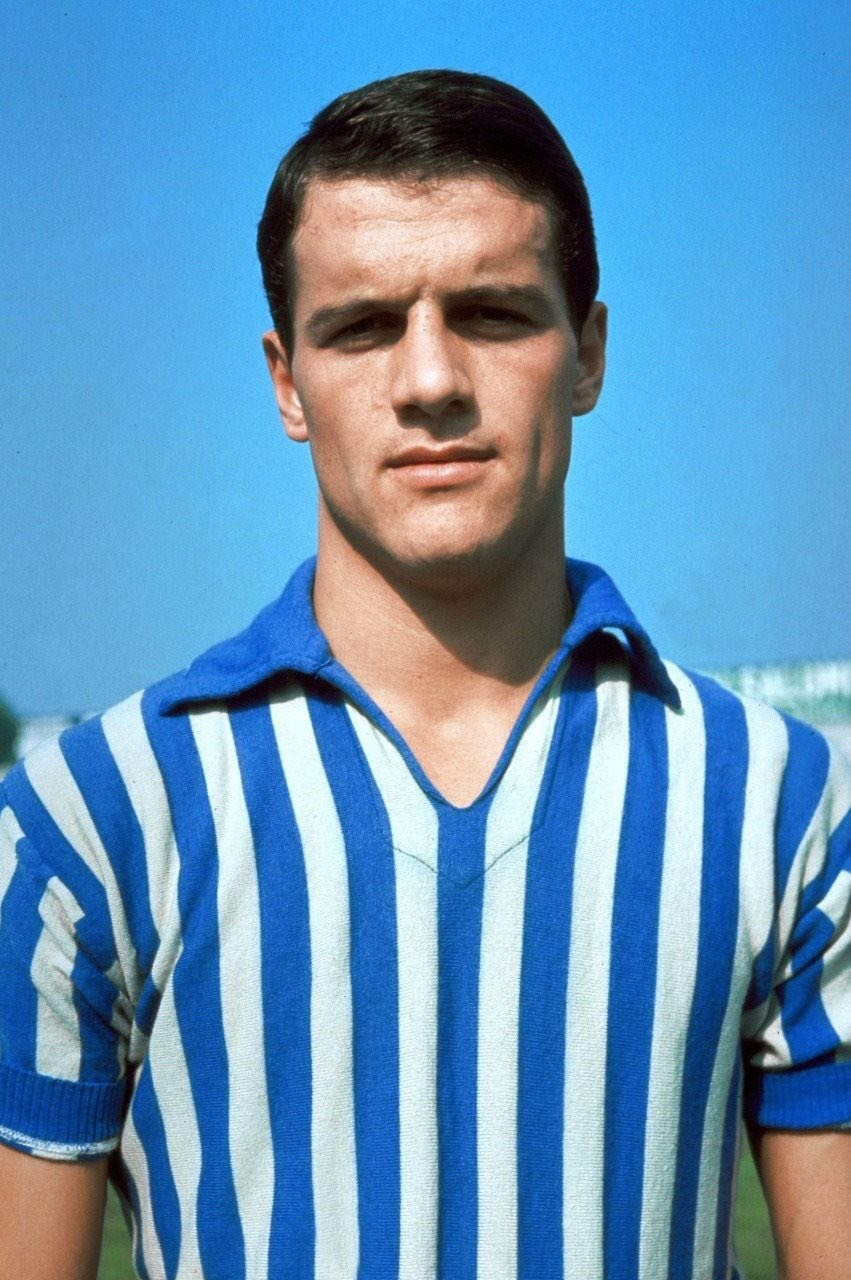
1966년, SPAL의 선수 카펠로

파올로 마차 SPAL 회장은 밀란과의 유치 경쟁전에서 승리하여 2M ITL에 카펠로를 영입했다. 유소년부 2년차에, 그는 소속 구단의 이탈리아 청소년 리그 우승을 거두었는데, 동시에 1-3으로 패한 삼프도리아와의 1964년 3월 29일 세리에 A 원정 경기에서 1군 신고식도 치렀다. 재능있고, 전술적 지능이 뛰어난 수비형 미드필더로, 위치 선정도 준수했던 그는 신장이나 체구적인 면에서 뒤떨어지는 단점을 경기흐름 읽기, 공중 경합, 그리고 상대의 저지에 두각을 나타내어 단점을 보완할 수 있었다. 그는 주로 후방 플레이메이커로 중원에 배치되었지만, 기술력과 시야 덕에 선수단의 공격 전개를 전두지휘해 동료의 득점 기회를 창출할 수 있었으며, 양발로 모두 공을 잘 건냈다. 전방으로 나섰을 때에도 효율적이었는데, 중원에서 득점 기회를 잘 포착하여 강력하고 정확하게 공을 차 넣는 것은 물론이고 페널티 킥 주자로도 능력을 발휘했지만, 기동력이 떨어졌고, 경기장을 넓게 쓰기에는 역부족이었다. 그는 SPAL 소속으로 4경기 출전했는데, 세리에 A 잔류에 사투를 벌이던 구단은 강등되었다. 1년 만에 1부 리그로 복귀한 후, 카펠로는 1965-66 시즌에 주축 선수로 도약하여 페널티 주자로 활약하여 세리에 B로 즉시 강등당하는 것을 막았다. 그는 또한 에도아르도 레자와 함께 이탈리아 U-23 국가대표팀에 20세가 되기도 전에 차출되었다. 그러나, 왼쪽 무릎 부상으로 이듬해에는 불과 16경기를 출전하는 데 그쳤다.

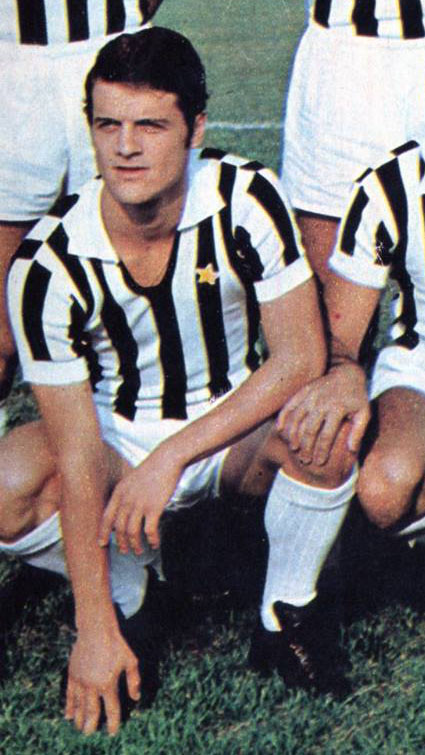
1970-71 시즌, 유벤투스의 카펠로

1967년, 카펠로는 로마로 이적해 구단의 요주 선수로 활약했다. 로마 1년차에, 그는 8경기 만에 구단을 선두로 이끌었는데, 1-0으로 이긴 유벤투스전에서 결승골도 기록했다. 그러나, 왼쪽 무릎 부상이 재발하면서 시즌 남은 기간을 빠지게 되었고, 로마는 결국 리그 10위로 굴러떨어졌는데, 강등권과는 불과 승점 5점 차이였다. 이듬해 엘레니오 에레라 감독의 임기에 카펠로는 완전히 회복하여 로마에서 6골을 득점하여 리그 8위와 첫 주요 대회인 코파 이탈리아 우승에 일조했다. 이 대회를 우승한 로마는 코파 디 레가 이탈로-잉글레세에서 스윈던 타운을 상대했다. 카펠로는 스윈던과의 두 경기를 모두 치렀는데, 로마는 안방에서 1차전 2-1 승리를 거두고 컨트리 그라운드 원정 2차전에서 0-4로 패했다. 같은 시기 로마는 유러피언 컵위너스컵 준결승전까지 올라갔지만, 폴란드의 구르니크 자브제에 3경기를 3무로 승부를 내지 못하고 동전 던지기로 패해 탈락했다.
이후, 그는 1970년에 유벤투스로 매각되었다. 그는 초창기에 부진하게 시작했고, 피키 감독이 암 판정을 받은 것으로 밝혀진 날에는 아르만도 피키 감독을 비판하기도 했다. 카펠로는 피키 감독이 그의 징계를 만류하면서 벌금을 면할 수 있었다. 카펠로는 체스트미르 비츠팔레크 후임 감독의 지도 하에 불과 24세임에도 불구하고 등번호 10번을 받으면서 새로운 선수단의 중심으로 거듭났다. 그는 리즈 유나이티드와의 1971년 인터시티스 페어스컵 결승전에서 선수단의 중심임을 재확인시켰다. 카펠로는 올림피코 코무날레에서 열린 안방 경기에서 득점을 올렸지만, 원정 다득점에서 밀려 준우승에 머물렀다. 유벤투스는 1971-72 시즌, 1972-73 시즌, 그리고 1974-75 시즌에 리그 우승을 거두었다. 유벤투스는 1973년에 유러피언컵 결승전에도 올랐지만, 당시 "토탈 풋볼"로 위세를 떨치던 아약스에 0-1로 패했다. 또한 같은 해에는 1973년 코파 이탈리아 결승전에서 밀란에 승부차기로 패하면서 국내 2관왕 기회도 날려버렸다. 1974-75 시즌에 UEFA컵 준결승전에 올랐지만, 유벤투스는 네덜란드의 트벤터에 패해 탈락했다.
유벤투스는 카펠로의 고질적인 무릎 부상으로 고민하다가 1976년에 밀란과 로메오 베네티에 100M ITL을 얹어 교환했다. 그는 닐스 리드홀름 감독이 이끄는 밀란에서 1976-77 시즌에 단 두 번의 리그 경기만을 결장했다. 그러나, 그는 리그 우승을 거둔 1978-79 시즌에 단 8경기 출전하는 데 그쳤다. 그는 1979-80 시즌에 3경기만을 출전하다가, 축구 선수로 계속 활동할 수 없다는 점을 인정하고 은퇴했다.

## 국가대표팀 경력

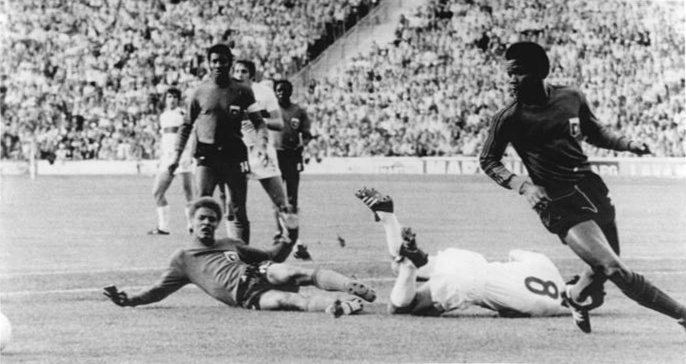
1974년 월드컵의 카펠로 (등번호 8번)

카펠로는 1972년부터 1978년까지 이탈리아 국가대표팀 경기에 32번 출전해 8골을 기록했다. 그가 출전한 첫 국가대표팀 경기는 1972년 5월 13일, 1-2로 패한 벨기에와의 경기였다. 그는 웸블리에서 잉글랜드를 상대로 넣은 1-0 결승골로 회자되는데, 이탈리아는 1973년 11월 14일에 사상 처음으로 웸블리에서 잉글랜드를 이겼고, 카펠로 본인 또한 이 시기를 선수 시절 최고점을 찍은 시기로 보았다. 카펠로는 폴란드와의 1974년 월드컵 경기에서도 이탈리아의 득점을 기록했지만, 이 경기에서 1-2로 패하면서 2차 조별 리그 진출이 무산되었다. 그는 밀란에서 좋은 활약을 이어가면서 1978년 월드컵에 참가할 유력한 선수로 거론되었다. 그러나 당시 감독이었던 엔초 베아르초트는 또다른 수비형 미드필더였던 마르코 타르델리를 선택하면서 훨씬 공격적이었던 카펠로를 제외시켰다.

## 경기 방식
당대 이탈리아 최고의 선수로 손꼽히던 카펠로는 재능 있고, 역동적이며, 힘이 넘치고, 전술적 지능이 있는 수비형 미드필더로, 위치 선정과 뛰어난 감각을 지녔다. 그는 신장과 체격의 모자란 점을 경기의 흐름을 읽는 능력과 공중 경합 능력, 그리고 공격 저지 능력으로 보완했다. 그는 주로 중원을 맡았지만, 후방 플레이메이커로 기술적 능력과 시야를 극대화해 선수단의 공격을 전두지휘하고 동료의 득점 기회를 창출했으며, 양발로 모두 공을 잘 건냈다. 그의 담당 역할에도 불구하고, 그는 공격적인 성향의 미드필더였다: 또한, 그는 창의성과 수비력 만큼이나 공격 전개에도 효과적이었고, 강력하고 정확하게 공을 차넣어 미드필더 치고는 골 냄새를 잘 맡았고, 페널티 킥 주자로도 나서기도 했다. 공격적인 성향과 후방에서 뒤늦게 들어가면서 공격적인 위협을 주었지만, 기동력과 체력이 부족한 편이었다.

## 은퇴 후
은퇴 후 몇년 동안, 카펠로는 이탈리아 TV SPW의 축구 평론가로 활동했고, 1987년에 밀란의 감독직을 대행했으며, 그는 아리고 사키의 후임 적격자로 판단되었고, 카펠로는 1991년에 공식적으로 밀란 감독으로 취임했다.

## 감독 경력

### 초기 경력

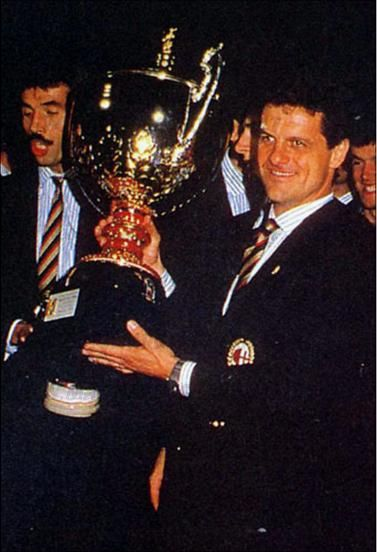
1987년, 피에트로 파올로 비르디스(왼쪽)와 문디알리토 데 클루브스 우승컵을 들어올리는 카펠로

스코틀랜드 축구 협회의 초청을 받은 카펠로는 스코틀랜드에 3주를 머무르며 감독의 길에 들었다. 그는 1980년대 초에 크레이그 브라운과 앤디 록스버러와 동행했다. 카펠로는 글래스고의 클라이드와 쇼필드에서 훈련을 진행했고, 페이즐리에서 스코틀랜드 청소년 국가대표팀 훈련을 맡았었다.
감독일을 시작하기 전, 카펠로는 1980년대 초에 밀란 유소년부를 지도했다. 파올로 말디니나 알레산드로 코스타쿠르타와 같은 신예 선수들을 육성한 그는 U-19 선수단을 이끌고 많은 유소년 대회 우승을 거두었다. 그는 1986년에 감독으로서의 검증을 마쳤다. 그는 1987년에 1군 감독진 일원으로 승격되어 닐스리드홀름 감독을 보좌했다. 그는 1986-87 시즌에 리드홀름을 대신해 밀란의 막판 6경기를 지도하면서 처음으로 1군을 지도했고, 삼프도리아와의 플레이오프전에서 승리해 UEFA컵 진출권을 손에 넣었다. 그러나, 이듬해 실비오 베를루스코니 감독이 아리고 사키를 적흑 군단(Rossoneri)의 신임 감독으로 명명하면서 카펠로는 1군 감독직을 내주어야 했지만, 구단에 잔류했다.
1984년, 코베르차노 연수 도중 1984년에 "지역 방어 체계"라는 제목의 논문을 내기도 했다. 코베르차노 시절, 카펠로는 야구, 아이스 하키, 배구, 럭비 유니언 등의 다양한 스포츠의 단장으로 활동하기도 했다. 감독직을 내려놓은 와중에, 베를루스코니는 그를 고급 경영학 연수에 보냈다.

### 밀란 1기
1991년 6월, 카펠로는 사키의 후임으로 밀란 감독으로 취임했는데, 카펠로는 부담감(구단의 재정적인 면과 선수 관리 측면 모두 고려하여)이 있지만 성공적이었던 사키와 비교해 언론으로부터 베를루스코니의 "무조건적 찬동자"라는 이미지가 있었기에 논란이 있었다. 카펠로는 사키의 전술 체계와 선수단을 대체적으로 고스란히 유지했는데, 예외적으로 노쇠한 중앙 미드필더였던 카를로 안첼로티를 당시 신예였던 데메트리오 알베르티니로 대체했고, 새 골키퍼 세바스티아노 로시를 영입했다. 공격진이 창의성을 더욱 발휘토록 하면서, 밀란은 1991-92 시즌 세리에 A에서 무패우승을 달성했다.
그는 측면 미드필더 잔루이지 렌티니의 영입에 약 £15M을 들이면서 역대 최고 이적료 기록을 경신했다. 그 외에도 페르난도 데 나폴리, 스테파노 에라니오, 장-피에르 파팽, 데얀 사비체비치, 그리고 즈보니미르 보반을 들여왔다. 밀란 선수진에는 이미 마르코 판 바스턴, 뤼트 휠리트, 파올로 말디니, 그리고 프랑크 레이카르트와 같은 선수들이 있었기에, 카펠로는 선발대를 주기적으로 교체하는 방식을 처음으로 사용했다. 그는 레이카르트와 알베르티니를 후방 중앙 미드필더로 기용하여 측면 선수들이 공격에 전담토록 했다. 밀란은 1992-93 시즌에도 리그를 평정하며 세리에 A 정상을 방어했고, 같은 해 챔피언스리그 결승전에도 올랐지만, 마르세유에 0-1로 패했다. 밀란은 58경기 무패 기록을 세웠는데, 1991년 5월 19일부터 1993년 3월 21일까지 이 기록을 이어나갔는데, 이 중 1991-92 시즌은 전체를 포함하는 이탈리아 축구 최장 기간 기록이었다. 무패행진은 파르마와의 경기에서 파우스티노 아스프리야에게 결승골을 내주어 0-1로 패하면서 끝났다.

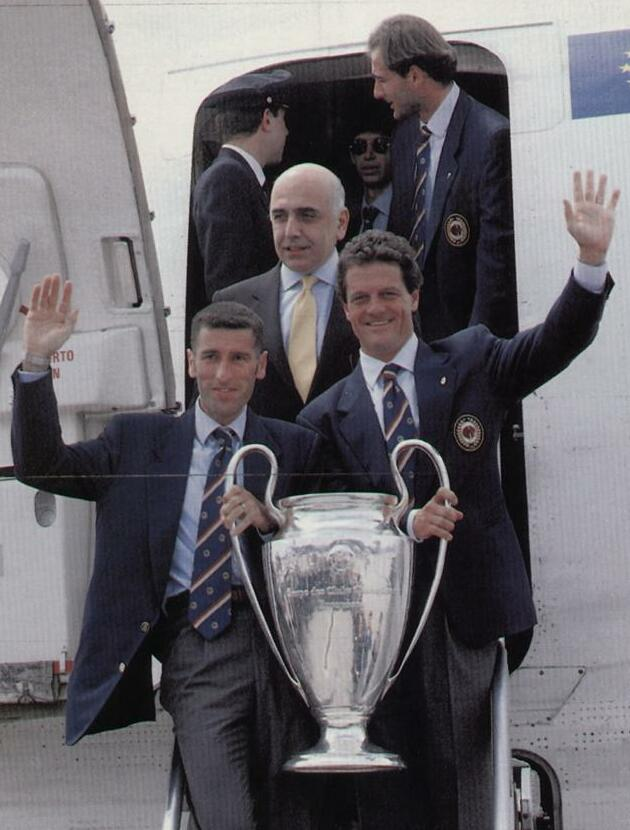
1994년 챔피언스리그 우승 후 트로피를 들고 금의환향하는 카펠로와 마우로 타소티

1993-94 시즌을 준비하면서, 카펠로는 크리스티안 파누치, 브리안 라우드루프, 플로린 러두치오이우, 그리고 마르셀 드사이를 선수단에 합류시켰다. 이전에 수비수로 활동하던 드사이는 수비형 미드필더로 전향해 나머지 미드필더가 공격에 집중할 수 있도록 만들었다. 밀란은 상 파울루와의 1993년 인터콘티넨털컵 경기에서 2-3으로 패했지만, 세리에 A 정상을 또다시 방어하며, 3시즌 연속으로 작은 방패(Scudetto)를 확보했고, 같은 해 챔피언스리그 결승전에서는 요한 크라위프의 "꿈의 선수단" 바르셀로나를 4-0으로 대파했다.
판 바스턴을 비롯한 공격진 몇 명이 부상으로 빠지면서, 밀란은 리그에서 34경기 동안 36골을 넣는 데 그쳤지만, 이탈리아 최고의 수비를 선보이며 단 15골만을 허용했다. 당시 밀란의 수비를 책임지는 4인방인 마우로 타소티, 프랑코 바레시, 알레산드로 코스타쿠르타, 그리고 파올로 말디니는 당대 최고의 수비진으로 손꼽힌다. 밀란은 카펠로 감독의 지도 하에 탄탄한 수비를 구사하며 로시가 1993-94 시즌에 세리에 A 역사상 최장 시간 무실점 기록을 세우도록 했다: 로시는 1993년 12월 12일부터 1994년 2월 27일까지 11경기 동안 단 1골도 실점하지 않았고, 밀란의 수비는 929분 동안 단 1골도 내주지 않았다. 이 기록은 유벤투스의 잔루이지 부폰이 2015-16 시즌에 경신했다.
판 바스턴과 파팽이 떠나면서, 카펠로 감독은 뤼트 휠리트를 삼프도리아에서 다시 불러들였고, 측면 미드필더 파올로 디 카니오를 밀란에 데려왔지만, 구단은 1994-95 시즌에 고전하였고, 벨레스 사르스피엘드와의 인터콘티넨털컵을 패했다. 그러나, 같은 해 UEFA 슈퍼컵에서는 아스널을 격파했고, 3년 연속 챔피언스리그 결승행에 성공했지만, 아약스에 패해 준우승에 만족해야 했다. 이 시즌 리그에서 4위에 그치면서 이듬해 챔피언스리그 진출권을 물건너갔다.
1995-96 시즌을 앞두고, 밀란은 조지 웨아와 로베르토 바조를 영입했고, 측면 미드필더 파울루 푸트르도 같은 시기 입단했다. 그로 인해 카펠로는 디 카니오, 렌티니, 사비체비치, 에라니오, 로베르토 도나도니, 그리고 마르코 시모네와 같은 공격수와 측면 미드필더가 넘쳐 교통정리에 신경써야 했다. 그러나, 카펠로는 다시 선발대를 효율적으로 교체하는 정책을 활용하였고, 밀란의 4-4-2 배치 형태로 바꾸어, 공격 3각 편대를 구성하고 웨아가 바조와 사비체비치의 지원을 받는 1명의 스트라이커로 배치되어 두 명의 플레이메이커가 협력하여 경기를 전개해 나가도록 만들었다. 이 시기에 밀란은 승점 8점차로 리그 우승을 거두었다.

### 레알 마드리드 1기
카펠로는 1996년에 레알 마드리드의 사령탑에 취임했다. 카펠로의 첫 과제는 다보르 슈케르, 프레드라그 미야토비치, 그리고 라울 곤살레스와 같은 공격진을 한 선수단에 조합하는 일이었는데, 카펠로는 이 목표를 달성하기 위해 기존의 신중한 수비형 축구를 하는 대신에 3명의 공격수를 배치하는 대형을 활용했다. 단순하면서도 효율적인 전술로, 수비수 페르난도 이에로가 멀리서 배급한 공을 호베르투 카를루스가 쇄도하며 받아 좌측에서 미야토비치나 라울을 지원했다. 호베르투 카를루스는 이 때 직접 득점을 노리거나, 슈케르, 미야토비치, 아니면 라울의 공격진에게 공을 넘길 수 있었다. 그는 레알 마드리드를 1년 동안 지휘하면서 1997년에 라 리가 정상을 차지했다. 마드리드는 철천지 원수 바르셀로나를 단 2점차로 따돌리고 리그 정상에 올랐다. 머랭 군단(Los Merengues)에서 단 1년을 보내는 데 그쳤지만, 그는 슈케르, 미야토비치, 호베르투 카를루스, 그리고 클라렌서 세이도르프의 영입에 일조해 훗날 챔피언스리그 무대를 누빌 초석을 다졌다. 당시 그는 큰 성과를 냈지만, 라울을 좌측면으로 빼는 바람에 로렌소 산스 회장과 불화를 겪었고, 지지자들과 스페인 언론으로부터 큰 지지를 받지 못했다.

### 밀란 2기
세르조 크라뇨티 라치오 구단주는 카펠로가 구단과 구두계약을 맺었다고 생각했지만, 카펠로는 밀란 복귀를 결정했고 1년동안 짧고 부진한 시기를 보냈다. 그와 이전에 동행했던 선수들은 밀란을 떠났고, 프랑코 바레시는 은퇴를 앞둔 선수였다. 밀란은 선수단 정비가 필요한 곳이 많았는데, 파트릭 클라위버르트, 레오나르두, 빈스톤 보하르더, 크리스티안 치게, 안드레 크루스, 그리고 이브라힘 바의 영입으로도 신통치 않았다. 밀란은 시즌을 통틀어 11경기를 승리하는 데 그쳤는데, 1998년 3월에 유벤투스와의 경기에서 1-4로 패한 경기에 카펠로 감독이 주심에 판정을 놓고 항의하다가 퇴장당하면서 바닥을 쳤다. 이어 5월에는 로마에 0-5로 대패했다. 밀란은 1997-98 시즌에 10위의 초라한 성적을 거두었는데, 이는 이 시즌 우승을 거둔 유벤투스와는 30점 차였고, 카펠로는 시즌이 끝나기도 전에 구단을 떠났다. 몇몇 선수들은 카펠로가 1기로 지휘봉을 잡았을 때보다 이 시기에 더 해이하게 지도했다고 짚었다. 같은 시즌 밀란은 코파 이탈리아에서 결승까지 올라갔지만, 결승전에서 1차전에 1-0 승리로 우위를 점하고도 라치오에 합계 2-3으로 패했다. 카펠로가 밀란을 떠나고 이듬해에 다시 리그 정상에 올랐는데, 카펠로는 본인이 정비한 "자신의 선수단" 덕에 성과를 거두었다며 그 시즌 리그 우승에 공헌했다고 주장했다.

### 로마
밀란을 떠난 카펠로는 1년의 휴식기를 보냈다. 그는 기자에게 "벤치에 앉아 축구에 관해 고찰했다"라고 밝혔다. 그는 이탈리아 방송 스포츠 해설가로 1999년 코파 아메리카 생중계를 했다. 1999년 5월, 그는 로마로 이주해 자신이 30년 전에 뛰었던 구단으로 돌아왔다. 프랑코 센시 로마 회장은 "카펠로는 우리에게 우승을 가져다 줄 거라 믿습니다"라며 그를 융숭히 환영했다. 카펠로는 이후 구단의 단장을 맡을 프랑코 발디니와 조우했다. 카펠로는 마르코 델베키오를 중심으로 선수단을 구축하였고, 그에 따라 빈첸초 몬텔라를 후보 선수로 내려놓기도 했다. 세계구급 공격수가 없다고 판단한 카펠로는 뤼트 판 니스텔로이 영입을 추진했지만, 이 네덜란드 공격수가 중상을 당하면서 계획은 수포로 돌아갔다. 카펠로의 로마는 1년차에 리그를 6위로 마감했는데, 같은 연고지의 경쟁 구단인 라치오가 리그 정상에 오른 것과는 대조되는 실망스러운 성적이었으며, 같은 시즌에 UEFA컵 토너먼트전에서는 리즈 유나이티드에 패퇴했다.
카펠로의 로마는 2000-01 시즌에 대도약했는데, 왈테르 사무엘 영입으로 후방을 보강하고, 가브리엘 바티스투타를 주 득점원으로 영입했다. 비록 바티스투타 영입에 거액을 들인 데에 의문점이 제기되었지만, 아르헨티나 골잡이는 수 차례 귀중한 득점을 올렸다. 로마에서, 카펠로는 자신의 전매특허인 4-4-2 배치 형태 대신에 공격적인 3-4-1-2 배치 형태를 위주로 썼고, 구단의 거물이자 주장인 프란체스코 토티가 공격형 미드필더로서 자신이 원하는 대로 활약할 수 있도록 판을 깔고, 카푸와 뱅상 캉델라가 공격형 측면 수비수로 후방 측면부터 공격을 지원했다. 로마는 시즌 초에 고전하는 가운데 분노한 지지자들은 구단의 트리고라 훈련장에서 과격한 시위를 벌였고, 선수들이 폭행당하고 차량이 파손되기도 했다. 카펠로는 사임을 고려하기까지도 했지만, 구단 성적은 브라질 미드필더 이메르송의 맹활약과 함께 급격히 호전되었다. 로마는 2001년 6월 17일에 올림피코 안방에서 파르마를 3-1로 제압하고 리그 우승을 확정지었고, 다수의 로마 관중들이 잔디구장 안으로 난입했다. 카펠로는 며칠 전에 자신을 전술적 사유로 후반전에 자주 교체로 내보낸 것에 싸운 몬텔라를 최종전에 출전시킨 것으로 찬사를 받았다. 몬텔라는 토티, 바티스투타와 리그 우승을 결정짓는 경기에서 득점을 합작했다.
2000-01 시즌 세리에 A 우승은 로마가 10여 년 만에 거둔 유일한 주요 대회 우승이며 이탈리아 역사상 통산 3번째 리그 우승이었다. 리그 우승에 따라 카펠로가 알렉스 퍼거슨의 맨체스터 유나이티드 후임 감독을 맡을 것이라는 소문이 돌기도 했다. 퍼거슨 감독이 은퇴할 의사를 표명하자, 카펠로가 그의 유력한 후임으로 거론되었고, 맨체스터 유나이티드의 마틴 에드워즈 단장과 회담을 벌였다는 증언이 있었다. 카펠로는 "저는 잉글랜드 축구의 정신이 마음에 들고 저는 잉글랜드 축구계에도 종사하고 싶습니다"라고 짚으며 소문을 일축시키는데 소극적이었고, 구단의 제의를 받는 것은 영광이었다고 덧붙였다.
카펠로와 유나이티드 간의 연결고리는 퍼거슨이 은퇴할 것이라는 결정을 뒤짚고 새 계약서에 서명하며 별 성과 없이 끝났지만, 마틴 에드워즈는 퍼거슨 감독이 마음을 바꿀 당시, 카펠로로 추측되는 새 감독을 선임하기 전까지 사흘에서 나흘 정도 남겨두었었다고 언급했다. 2001-02 시즌에는 로마와 유벤투스가 격렬한 리그 우승 경쟁을 벌였다. 경쟁 의식이 후끈 달아올랐을 때, 카펠로는 선수 요원과의 계약을 비롯하여 유벤투스의 루차노 모지를 비판하는 기자회견을 했다.
카펠로는 2002년 4월에 연간 £2.37M의 연장 계약을 맺었다. 이 시즌에 거둔 주요 성과로는 연고지의 숙적 라치오를 5-1로 격파한 일이었는데, 빈첸초 몬텔라가 이 경기에서 4번 골망을 흔들었다. 그러나, 최하위 베네치아와의 경기에서 무를 재배하는 결정적인 실책이 나오면서 리그 정상을 지키지 못했고, 승점 1점 차이로 유벤투스에 밀려 준우승에 만족해야 했다. 이듬해 로마는 경쟁력을 유지하지 못했고, 리그 순위도 8위에 그쳤다.
챔피언스리그 우승 야망도 아스널과의 경기에서 1무 1패를 차지해 조 최하위로 떨어지며 허무하게 무너졌다. 로마는 또다시 잉글랜드 구단을 상대로 유럽대항전에서 고개를 숙였다. 또한 로마는 밀란과의 코파 이탈리아 결승전에서 패했는데, 카펠로는 그에게 사퇴하라는 깃발을 든 지지자들에게 격분했다. 카펠로의 로마 마지막 시즌은 보다 나은 경기력을 선보였다. 로마는 성탄절 전까지 7경기 연속 승리하며 선전했는데, 특히 유벤투스와 인테르나치오날레에 손쉽게 이겼다. 이 계기로 카펠로가 루차노 모지와 이전에 격돌했음에도 불구하고 유벤투스의 제의를 받았다는 추측이 돌기 시작했다. 카펠로 또한 자신이 로마를 최대한 오래 맡았다고 생각했고, 이적을 진지하게 생각한 것으로 보였다. 이 과정에서 로마는 슬럼프에 빠졌고, 결국 이 시즌 우승을 차지한 밀란에 승점 11점 차이로 밀리면서 준우승으로 시즌을 마무리했다.

### 유벤투스

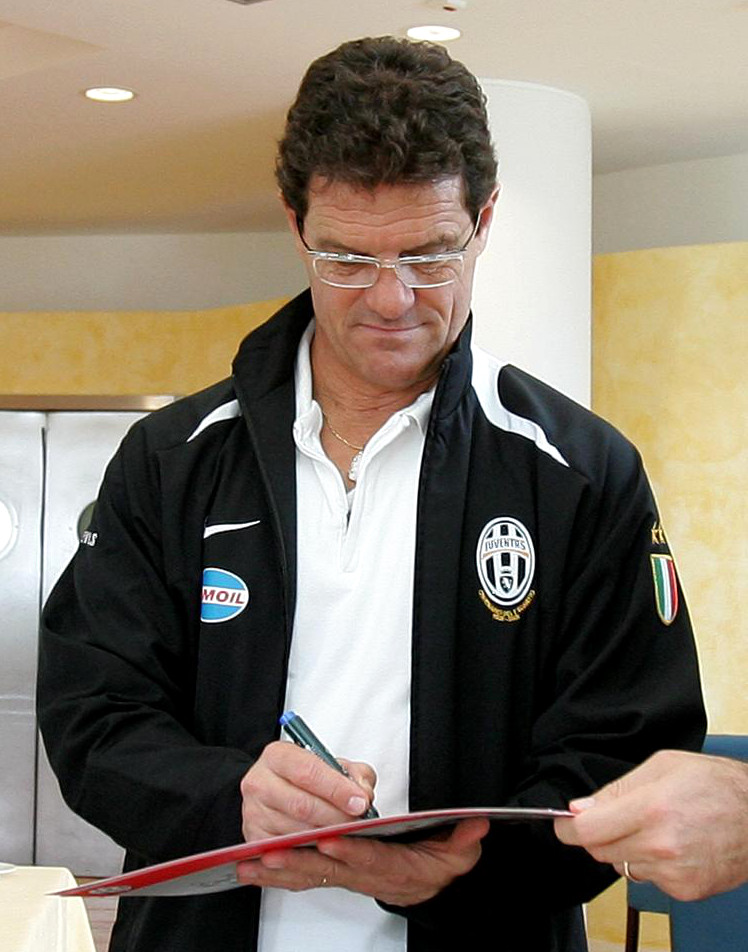
서명하는 유벤투스의 카펠로

2004년, 카펠로는 부채가 쌓인 로마를 떠나 유벤투스와 계약했다. 그는 앞서 루차노 모지와 열띤 언쟁을 벌였었고, 비밀리에 이적이 진행되었기 때문에 놀랍다는 반응이 주류였었다. 카펠로는 유벤투스로 둥지를 옮긴 후 로마에서 이메르송을 빼오면서, 카펠로가 로마를 배신했다고 보는 비평가들의 공분을 샀다. 카펠로의 유벤투스는 2004-05 시즌과 2005-06 시즌에 챔피언스리그 8강전에 올랐지만, 각각 리버풀과 아스널에 패해 떨어졌다. 그러나, 카펠로의 유벤투스는 2004-05 시즌과 2005-06 시즌에 연달아 작은 방패를 2번 획득했지만, 이후 2006년 세리에 A 스캔들에 연루되면서 우승이 취소되었다.
2006년 7월, 유벤투스가 앞서 명시한 스캔들에 둘러쌓이자, 카펠로는 유벤투스 지휘봉을 내려놓았다. 언론은 그가 레알 마드리드로의 복귀가 유력한 것으로 보도했다. 이 보도는 라몬 칼데론 신임 회장이 카펠로를 복귀시킬 것을 공약으로 내세운 것 때문에 나왔고, 2006년 7월 5일부로 레알 마드리드 공식 웹사이트에 카펠로 감독의 취임을 발표했다.

### 레알 마드리드 2기
2006년, 카펠로는 마드리드에 복귀해 약 반 세기 만에 역대 최장 기간 무관의 수렁에 빠진 레알 마드리드의 지휘봉을 잡았다. 그는 수비적인 경기 방식 때문에 바로 마드리드의 열정적인 지지자들의 비난을 받았다. 기자 회견에서 카펠로는 비판가들에게 공격적인 경기 방식의 미학은 구닥다리라며 응수했다. 그는 아름다운 경기 방식보다 결과가 더 중요하다고 말했다. 그는 또한 "그러한 시대는 이제 끝났다"라고 덧붙였다. 그의 특명은 마드리드를 이끌고 다시 우승하는 것이었는데, 이는 2003년 이래 지휘봉을 잡은 이전의 다섯 감독(케이로스-카마초-가르시아 레몬-루솀부르구-로페스 카로)한테 버거운 과제였다.
스페인에서, 그는 흔히 "파비오 옹"(Don Fabio)으로 수식되었다. 레알 마드리드에서 몇몇 명망높은 선수들이 카펠로 감독과 마찰을 빚었다. 그는 계약으로 실랑이를 벌인 데이비드 베컴과 몸 상태를 관리하지 못해 기량이 가라앉은 치던 호나우두를 기용하지 않은 데 비판을 받았다. 카펠로는 같은 이탈리아 국적의 안토니오 카사노와도 말싸움을 벌였다. 둘은 앞서 로마에서도 비슷한 일을 겪었었다.
2007년 3월, 마드리드는 바이에른 뮌헨에 당해 챔피언스리그 16강에서 조기 탈락했고, 리그에서는 바르셀로나와 승점 6점 차이로 4위에 뒤처져 있었다. 2007년 2월 20일, 레알 마드리드는 카펠로가 당일 경기를 끝으로 구단을 떠날 것이라는 소문에 급구 부인했다. 불안정안 상황이 지속되는 와중에, 카펠로는 다시 베컴을 내세웠고, 베컴은 선수단의 경기력을 원상복구시켰다. 후반기에 승승장구하는 마드리드는 바르사가 주춤하는 와중에 다시 리그 선두로 올라섰다.
마드리드는 마요르카와의 안방 최종전 경기에서 3-1로 이기며 통산 30번째 리그 우승을 달성했다. 이 경기에서 카펠로는 부상당한 베컴을 내보내고 호세 안토니오 레예스를 투입했다. 마드리드는 레예스를 투입시키기 전까지 0-1로 끌려다녔는데, 레예스는 2골을 기록해 경기를 뒤집었다. 라 리가를 우승하고도 카펠로는 2007년 6월 28일에 실용적인 경기를 펼쳐 우승의 실적을 냈지만, 역설적이게도 실패했지만, 개인적이며 자유분방한 은하 군단(Galácticos)의 향수에 취한 마드리드의 감독직에서 해임되었다.

### 잉글랜드 국가대표팀

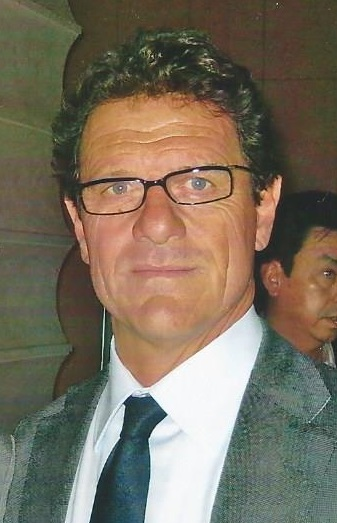
2009년의 카펠로

카펠로는 2007년 12월 14일에 잉글랜드 국가대표팀 감독으로 정식 취임했다. 그는 2008년 1월 7일에 4년 반짜리 계약서에 서명하고 정상적인 업무를 시작했다. 그의 연봉은 £6M인 것으로 알려졌다.
취임이 확정된 후, 그는 잉글랜드 국가대표팀을 끝으로 은퇴하겠다고 선언했다. 또한 카펠로는 취임식에서 잉글랜드 국가대표팀 감독으로 취임하여 소원을 성취했다고 밝혔고, 선수들과 공식적으로 만나기 전에 몇 달 동안 영어를 배우고 숙달하기를 희망한다고 덧붙였다.
카펠로는 잉글랜드 지지자들의 환대를 받았고, 언론들은 인상적인 우승 경력을 짚으며 그의 취임을 성공으로 보았는데, 이전의 행보를 되짚으며 엄격한 인물이라는 인상과 관대한 인상이 공존한다는 평도 있었다. 같은 시기 이탈리아에서는 자국인이 유럽의 상위권 국가대표팀 감독으로 취임한 것에 대해 자긍심으로 느꼈다. 그의 취임을 비판한 이도 있었는데, 예를 들어 제프 블라터 국제 축구 연맹 회장은 "축구 종가가 신성불가침이라 생각한 자국민의 국가대표팀 감독 부임이라는 암묵적이거나 관습적인 규칙을 무시하고 취임했다는 점은 좀 놀랍다"고 말한 것이 있다.
잉글랜드가 카펠로 감독 체제에서 벌인 첫 경기는 2008년 2월 6일, 웸블리에서 열린 스위스와의 경기였다. 2008년 1월 31일, 솔 캠벨이나 데이비드 베컴 같은 노장 선수들이 카펠로의 첫 차출 명단에서 빠진 것으로 확인되었다. 폴 로빈슨 골키퍼도 근래의 급격한 기량 하락으로 차출되지 않았다. 처음으로 국가대표팀에 불려간 선수는 커티스 데이비스와 가브리엘 아그본라허 2명이었는데, 모두 애스턴 빌라 선수들이었다. 웸블리에서 벌어진 이 경기는 저메인 제너스와 숀 라이트-필립스의 골로 잉글랜드가 2-1로 이겼다. 잉글랜드는 카펠로 체제에서 벌어진 두 번째 경기인 이어지는 프랑스와의 친선경기에서 패했다. 잉글랜드는 프랑크 리베리에 페널티골을 헌납하며 0-1로 패했다.
카펠로의 2008년 5월 28일, 3번째 경기 상대는 미국이었다. 잉글랜드는 존 테리와 스티븐 제라드의 연속골로 2-0 승리를 쟁취했다. 2008년 6월 1일, 잉글랜드는 트리니다드 토바고를 3-0으로 완파했다. 카펠로는 그동안 몇 명의 노장 선수들이 주장 완장을 돌아가며 차게 했다. 2008년 8월 19일, 그는 존 테리를 국가대표팀 주장으로 정식 임명했다. 2008년 8월 20일, 잉글랜드는 웨스 브론과 조 콜의 골로 체코와 2-2로 비겼다.
월드컵 예선
잉글랜드는 2008년 9월 6일에 바르셀로나에서 열린 안도라와의 첫 공식 경기를 2-0 승리로 장식했다. 나흘 후인 9월 10일, 잉글랜드는 직전 대회에서 예선 탈락 굴욕을 안긴 크로아티아와 다시 격돌했다. 시어 월컷은 이 경기에서 해트트릭으로 잉글랜드의 4-1 대승을 견인했다. 약 1개월 후인 10월 11일에 웸블리에서 카자흐스탄을 상대했다. 전반전에 무득점으로 침묵한 잉글랜드는 5-1 승리로 경기를 마쳤다. 10월 15일, 잉글랜드는 벨라루스를 3-1로 꺾고 4연승을 거두며 본선행의 녹색등이 켜졌다. 잉글랜드는 11월 19일에 독일을 2-1로 이기고 2008년을 마무리했다. 잉글랜드는 이 경기에서 존 테리와 매슈 업슨의 골로 승전고를 울렸다.
2009년 봄, 잉글랜드는 유럽 정상에 오른 스페인에 0-2로 패했으나, 슬로바키아를 4-0으로 완파하며 반등했다. 2009년 여름, 잉글랜드는 네덜란드와도 친선경기를 벌여 0-2로 끌려가다가 적지에서 2-2 무승부를 거두었다. 같은 해에 슬로베니아도 웸블리에서 2-1로 이겼다. 잉글랜드는 2009년 4월 1일에 열린 우크라이나와의 웸블리 안방 경기에서 2-1로 이기며 예선전을 재개했다. 6월 6일, 잉글랜드는 알마티로 건너가 카자흐스탄을 4-0으로 격파했고, 나흘 후에는 웸블리로 복귀해 안도라를 다시 6-0으로 꺾어 예선전에서만 7전전승의 기록을 세웠다. 예선전에서 수훈을 세운 선수는 웨인 루니였는데, 앞서 명시한 7번의 경기에서 8번 골망을 흔들었다.
2009년 3월에 슬로바키아와 친선경기에서 2골을 추가하면서 루니는 8번의 잉글랜드 국가대표팀 경기에서 10골을 넣었다. 2009년 9월 9일, 카펠로는 안방에서 크로아티아를 5-1로 대파하면서 잉글랜드를 2010년 월드컵 본선에 안착시켰다. 잉글랜드의 2010년 예선 전승 기록은 우크라이나와의 마지막 원정 경기 0-1 패배로 무산되었다. 그러나, 벨라루스와의 최종전에서 3-0으로 이기면서 잉글랜드는 예선전에서만 34골을 기록해, 전승으로 예선전을 마무리한 스페인보다 6골을 더 넣고유럽 예선 최다 득점국으로 본선에 참가하게 되었다. 2009년 11월, 잉글랜드는 카타르에서 브라질에 0-1로 패해, 잉글랜드의 카펠로호는 3번째 패배를 당했다.
2010년 월드컵
2010년 3월, 잉글랜드는 아프리카 정상에 오른 이집트와의 친선전에서 3-1로 이겼다. 2달 후, 잉글랜드는 멕시코와의 월드컵 출정식에서 같은 점수로 승리했다. 2010년 5월, 잉글랜드는 그라츠의 UPC-아레나에서 일본과 친선전을 펼쳤는데, 2-1로 승리했다. 두 골은 모두 상대 선수인 마르쿠스 툴리우와 나카자와 유지 일본의 자책골이었다. 공석이 된 인테르나치오날레의 감독이 될 것이라는 추측이 떠도는 와중에 카펠로는 2010년 6월 2일에 최소 유로 2012까지는 잉글랜드를 이끌 것임을 천명했다. 잉글랜드는 월드컵을 앞두고 악재가 연이어 터졌는데, 2010년 2월에 존 테리가 타블로이드 스캔들에 연루되자 그의 주장직을 박탈했다.
테리의 후임 주장이었던 리오 퍼디난드는 잉글랜드의 첫 경기를 앞둔 훈련에서 부상당해 선수단에서 제외되었다. 잉글랜드는 미국과의 1차전에서 로버트 그린 골키퍼의 실책으로 경기를 1-1로 비겼는데, 경기 후 카펠로는 아디다스 자블라니 공인구가 "다룰 수 없다"며 비판하기까지 했다. 이어서 알제리와의 경기에서도 0-0으로 비기는 졸전을 거듭하자 카펠로와 잉글랜드 국가대표팀에 대한 비판이 거세졌다. 6월 23일, 카펠로호는 슬로베니아를 1-0으로 이기면서 월드컵 16강 진출에 성공했다. 그러나, 이어지는 16강전에서 독일에 1-4로 패하면서 조기에 짐을 싸야 했다.
독일이 2-1로 앞서나가는 와중에 프랭크 램퍼드가 18미터 앞에서 득점에 성공한 것으로 보였다. 그러나, 공이 명백히 득점선 1미터가량 뒤로 낙하했지만, 심판진은 득점을 보지 못하면서 골이 인정되지 않았다. 이후 잉글랜드는 동점골을 노리고 후반전에 골문으로 전진했지만, 독일이 두 차례의 역습으로 차이를 벌렸다. 그에 따라 잉글랜드는 이 대회에서의 행보로 지지자들, 언론, 평론가로부터 골고루 비난을 받았다. 잉글랜드가 탈락한 후, 카펠로는 잉글랜드의 블룸폰테인 훈련장에서 군대식의 엄격한 규율을 세우고, 성인 국가대표팀 선수들이 전술적으로 건의하지 못하도록 막은 것으로 비판의 대상이 되었다. 그의 4-4-2 배치 형태는 "철이 지났다"고 비판되었는데, 스티븐 제라드가 좌측 중원으로 잘못 배치된 것도 지적되었다.
카펠로의 선수단 선정도 의문이 제기되었는데, 몸상태가 정상이 아닌 레들리 킹과 기량이 떨어진 에밀 헤스키를 차출하고, 시오 월컷을 제외한 것으로도 언론의 십자포화를 받게 했다. 카펠로는 출전할 골키퍼를 낙점하지 못한 것은 미국과의 잉글랜드 첫 경기 실책 때문인 것으로 짚어졌다. 2010년 7월 2일, 잉글랜드 축구 협회(FA)는 카펠로가 월드컵 이후의 억측이 나오는 가운데 잉글랜드 국가대표팀 감독직을 연임할 것임을 밝혀졌다.
유로 2012 예선
잉글랜드는 유로 2012 예선전을 불가리아전 4-0 승리와, 스위스 원정 3-1 승리의 2연승으로 시작했지만, 그 다음 웸블리 안방 경기에서 선두 몬테네그로와 0-0으로 비겼다. 카펠로는 이 경기 이후 전략을 바꾸어 퍼디난드와 제라드를 배제했다. 이후 존 테리를 다시 주장으로 선임하여 비난을 받았다. 4-4-2 대형을 4-3-3 대형으로 변형하여 대런 벤트가 중앙 공격수로 배치되었고, 루니를 좌측으로 옮겼다. 전술 실험은 적중하였고, 잉글랜드는 2011년 3월 26일에 밀레니엄 경기장에서 웨일스를 2-0으로 완파했다. 이어서 2011년 6월 4일에 잉글랜드는 웸블리에서 스위스와 재격돌했고, 0-2로 끌려다니다 프랭크 램퍼드와 애슐리 영의 연속골에 힘입어 2-2로 비겼다.
웸블리에서 웨일스에 1-0 신승을 거둔 후, 카펠로는 몇몇 잉글랜드 선수들이 "정신적으로 나약하다"고 보았고, 유로 2012 본선행을 확정하는 대로 선수단을 물갈이 할 의사가 있다고 밝혔다. 2011년 10월 7일, 잉글랜드는 몬테네그로 원정에서 2-2로 비기면서 유로 2012 본선행을 확정지었다.
잉글랜드는 이번 예선전에서 5승 3무 무패를 기록했다. 잉글랜드는 2011년 11월에 스페인과 스웨덴을 상대로 각각 1-0으로 이기면서 2011년을 무패로 마감했다. 2012년 2월 8일, 카펠로는 존 테리의 주장 완장 박탈에 대한 이견으로 사표를 제출했다.

### 러시아 국가대표팀

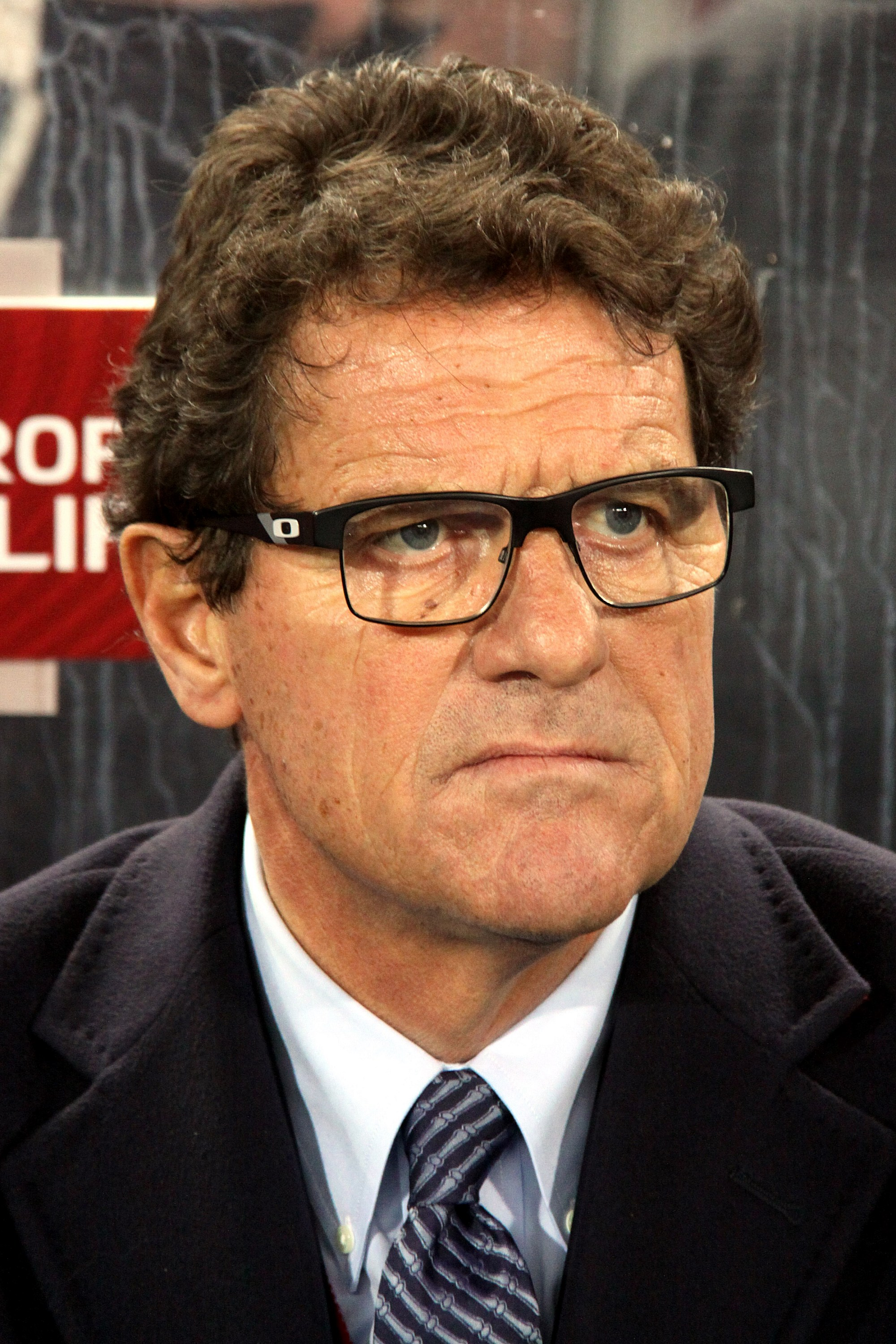
2014년, 러시아 국가대표팀의 카펠로

2012년 7월 26일, 카펠로는 딕 아드보카트의 사임으로 공석이 된 러시아 국가대표팀 감독으로 취임했다. 그가 지휘한 첫 경기는 1-1로 비긴 코트디부아르와의 경기였다. 카펠로의 첫 러시아 국가대표 공식경기는 북아일랜드와의 2014년 월드컵 예선전 1차전 경기로, 안방에서 2-0으로 이겼다. 그가 이끄는 러시아 국가대표팀은 F조 1위를 차지하여 2014년 월드컵 본선에 직행했다. 2014년 1월, 카펠로는 러시아 국가대표팀과의 계약을 2018년 월드컵까지로 연장했다.
러시아는 2014년 월드컵 본선에서 알제리와의 최종전을 1-1로 비겨 조 3위로 조별 리그를 통과하지 못했다. 유로 2016 예선전에서 카펠로는 러시아를 6경기 동안 지도했다: 그동안 거둔 성적은 2승 2무 2패였다. 2015년 6월 14일, 러시아는 오스트리아에 0-1로 패했다. 그 여파로, 카펠로는 2015년 7월 14일에 러시아 국가대표팀 감독직에서 해임되었다.

### 장쑤 쑤닝과 은퇴
2017년 6월 11일, 카펠로는 중국의 장쑤 쑤닝과 계약을 맺었다. 이 구단은 앞서 전 시즌에 12위(16개 구단 참가 리그에서)의 성적을 거두었다. 그러나, 2018년 3월 28일, 카펠로는 시즌 개막 후 3경기 만에 경질되었다. 한 달여 후인 4월, 그는 공식적으로 감독 은퇴를 선언했다.

## 감독 방식
'쉽게 말해보자면, 카펠로 감독님이 화나셨을 때, 누구도 눈을 마주치려 하지 않고, 누군가가 그로부터 기회를 받고도 걷어차면, 아마도 경기장 밖에서 핫도그나 팔 지도 모를 것입니다. 카펠로 감독님께 고민을 털어놓으러 가는 사람은 없습니다. 카펠로 감독님은 친근하지 않습니다. [중략] 첫 훈련시간이 끝나고, 팀원들이 샤워하러 갔을 때, 저는 완전히 녹초가 되었어요. 저도 이것으로 하루를 끝낼까 했습니다. 그러나 유소년부의 골키퍼가 경기장 외곽선으로 다가왔을 때 무슨 일이 일어났는지 깨달았습니다. 이탈로 코치님이 제게 공을 막 던졌습니다 - 빵야, 빵야! 여기 저기서 공이 날라왔어요. 훈련에서 측면 배급, 단순한 공넘김 외에도 투척, 담장을 치고 넘기기 등을 선보였고, 저는 골망을 계속해서 흔들어야 했고, 페널티 구역, 사각형 지대를 떠날 수 없었어요. 이곳이 제가 활동할 곳이라고 감독님이 말씀하셨어요. 제가 있어야 할 곳이었고, 쏘고, 쏘고, 그리고 느긋하게 하거나 쉬게 해 주실 생각이 없으셨어요. 쉴 새 없이 같은 속도로 부딪쳤어요. [중략] [카펠로] 감독님은 "난 네 몸에서 아약스스러움을 걷어낼 것이야"라고 소리치며 "난 네덜란드식은 필요 없어, 하나, 둘, 하나, 둘, 벽과 부딪쳐, 아름답게 기술적으로 뛰어. 선수단을 가로질러 공을 몰아. 나는 그렇지 않고도 해낼 수 있어. 골이 필요하다고. 알간? 난 네가 이탈리아적인 정신을 너에게 심어주겠어. 넌 도살자 본능이 살아나야해." [중략] 카펠로 감독 밑에서 저는 변했어요. 감독님의 강인함은 전염적이었고, 저는 예술가적이기보다 수단과 방법을 가리지 않는 투사가 되었어요.'
즐라탄 이브라히모비치, 유벤투스에서 카펠로가 공격수를 훈련하는 방식을 언급하며.

역대 가장 성공적인 감독으로 손꼽히는 카펠로는 "실용적인" 감독으로 묘사되며, 전술적 유동성과 선수에 최적화된 전술 체계로 적응할 수 있는 능력으로 알려져 있다. 레알 마드리드 시절 스페인 언론으로부터 파비오 옹(Don Fabio)의 별칭이 붙은 그는 성공, 전술적 인지도, 그리고 감독으로서의 효율성은 물론 신예 발굴로 찬사를 받았지만, 반대로 지나치게 엄격하고 수비적인 축구를 지시하는 데에 평론가와 감독의 비판을 받았고, 그에 따라 그는 몇몇 선수들과 공개적으로 관계가 틀어지기도 했다. 카펠로는 자신의 감독 철학을 모방과 개발을 기반으로 한다고 묘사했다. 그는 감독으로서 거만한 태도와 고집쟁이라는 인상으로 다수 평론가로부터 간혹 비판을 받기도 했다. 2008년, 가디언지에 게재된 데이비드 레이시의 사설에서는 카펠로와 앨프 램지가 탄탄한 수비를 기반으로 한다는 점이 닮다고 늘어놓았고, 문제를 포착하고 성공적으로 처치한다는 점을 장점으로 꼽았고, 탈의실에서 존경심을 자아낸다는 점과, 선수에 프로답게 대한다는 점, 그리고 기자 회견에서 언론을 효과적으로 대한다는 장점도 짚었다.
그는 밀란 1기를 성공적으로 보내면서 다수의 선수를 지휘하여 사키가 자리를 잡아놓은 4-4-2 대형을 계속 중용했으나, 사키만큼 특정 전술을 고집하고 까다롭게 생각지 않아 공격진이 더 자유롭게 기회를 창출하도록 유도했다. 그는 다수의 신예를 1군으로 올리기도 했다. 그 후로, 공격진 다수가 부상으로 빠지자, 카펠로는 보다 안정적인 4-1-4-1 대형으로 전향해 강력한 선수단의 수비진을 중앙 수비수였으나 카펠로가 수비형 미드필더로 변환한 드사이가 가로막도록 했고, 이는 밀란의 성공 열쇠였는데, 그에 따라 측면 선수들이 보다 창조적이고, 중원에서도 공격적으로 경기를 진행할 수 있도록 만들었다. 카펠로는 밀란 1기의 마지막 시즌에 몇몇 공격진의 선수들을 주기적으로 선발진에서 교체하여 체력 안배를 최적화하면서 선수단의 균형을 계속해서 맞추어 나갔다. 그는 밀란의 전매특허였던 4-4-2를 4-3-2-1 형태로 변형시키기도 해 삼각편대가 두 공격형 플레이메이커인 바조와 사비체비치가 최전방의 주포 웨아를 받치며 나란히 뛸 수 있게 만들었다.
카펠로는 레알 마드리드의 1기에도 탄탄한 수비를 기반으로 효율적인 경기 전개로 리그 우승을 일구어냈는데, 이번에는 슈케르, 미야토비치, 그리고 라울의 공격진 3명을 한꺼번에 배치했고, 몇몇 유망주를 1군으로 불러들였다. 마드리드 선수단의 성공의 열쇠는 신입 좌측 수비수 호베르투 카를루스가 쥐었는데, 이에로가 길게 차낸 공을 받아 후방부터 공격적으로 쇄도하여 상대의 방어선을 무너뜨렸다. 그에 따라 카를루스는 마음대로 상대를 제치거나, 골을 노리거나 공격진이 골망을 흔들 수 있도록 배급할 수 있었다. 그러나, 그는 간혹 라울을 좌측면으로 빼서 기용했기 때문에 언론의 비판을 받았다.
'저와 카펠로 감독님에 대해 말씀들이자면, [감독님은] 두 얼굴의 사나이였습니다. 제가 생각한 바를 말씀드리자면 동의하지 않는다면 그렇습니다, 감독님은 늘 그랬어요. 카펠로는 성깔이 강한 선수들을 기용했어요 - 저는 [공격수] 프레드라그 미야토비치에 그렇게 대한 것도 기억합니다 - 그는 누군가와 말을 주고받으며 일부러 언쟁을 일으켜 동기를 불어넣었습니다. 그러고 나서, 우리 선수들은 구장으로 나가 상대를 혼내주었죠.'
2010년 클라렌서 세이도르프, 카펠로의 레알 마드리드 1기를 회고하며

2000-01 시즌 로마를 이끌고 리그를 우승했을 때, 카펠로는 3-4-1-2 대형을 사용해 3명의 수비진과 공격적인 측면 수비수(카푸와 캉델라)를 전술의 기저로 깔고, 토티가 전방 플레이메이커로 공격수 뒤를 받쳐 유동적이고 창의적인 공격진을 이루었다. 공격의 삼각편대는 두 명의 거친 수비형 미드필더로 지탱했는데, 이메르송과 다미아노 톰마시가 자리잡았다. 신예 카사노를 이듬해 영입하면서, 카펠로는 3-5-2 대형으로 전술을 변경했다.
카펠로호 유벤투스는 삼각편대를 배치하라는 이사진의 요청을 무시하고 자신이 선호하는 4-4-2 배치형태로 변경했다. 카펠로는 연속으로 우승을 거두었는데, 효율적이고 균형잡힌 선수단은 강인하고 매우 조직적인 수비진으로 지탱했고, 두 명의 역동적이고 수비적인 광역 미드필더인 마누엘레 블라시, 스티븐 아피아, 알레시오 타키나르디, 이메르송, 그리고 나중에 합류한 파트리크 비에이라와 같은 중원진을 배치했고, 이들은 중원에서 수비형 보직과 플레이메이커 보직을 돌아가며 맡았다. 공격적인 측면에는 파벨 네드베드와 마우로 카모라네시가 자리잡아 수비진으로 후퇴하고 공수가 전환되면 전방으로 달려나가 공격진을 지원했다. 카펠로는 주포인 다비드 트레제게를 신예 즐라탄 이브라히모비치와 같이 앞에 배치했는데, 이브라히모비치는 후방 스트라이커로 보다 창의적인 역할을 배정받았고, 알레산드로 델 피에로 주장은 주로 후보 선수로 기용되었다. 카펠로는 몇몇 젊은 선수들을 선수단에 합류시켰는데, 루마니아인 아드리안 무투와 좌측 수비수 조르조 키엘리니도 이 시기에 합류했다. 키엘리니의 경우 새내기를 1군에 공존시키기 위해 카펠로가 조나탕 제비나를 후보로 내리고 좌측 수비 잔루카 참브로타를 우측으로 옮겨야 했다.
카펠로는 레알 마드리드 2기에 4-2-3-1 배치 형태를 애용했는데, 이번에는 수비 지향적인 측면 수비수 2명, 수비형 미드필더 2명, 그리고 측면 미드필더 2명을 배치해 수비를 안정시켰다. 그러나, 그 결과, 선수단의 주포인 뤼트 판 니스텔로이가 자주 고립되는 상황이 발생했고, 효율적인 선수단의 경기 방식은 언론으로부터 지루하다고 질타를 받았고, 카펠로는 지나치게 수비적인 전술로 조롱의 대상이 되었다. 카펠로는 수모를 이겨내며 몇 차례 대담한 결정으로 몇몇 재능있는 선수들이 공존케 했는데, 호나우두를 후보로 내리고 시즌 초에 자신이 외면했던 데이비드 베컴, 브라질 공격수 호비뉴, 스페인 미드필더 구티, 그리고 중앙 수비수 이반 엘게라를 다시 선발로 기용했다. 그는 초반에 부진하게 시작한 신입생 뤼트 판 니스텔로이, 이메르송, 마하마두 디아라, 그리고 파비오 칸나바로를 효율적으로 기용했다. 그는 엄격한 규율과 실용적인 전술로 꾸준히 조직적이고, 동기부여가 되고, 하나된 선수단을 조성했다. 결국, 카펠로의 선수단은 8경기 연속 무패를 달리며 뒤처졌던 라 리가 순위를 끌어올리고 기여코 리그 정상에 올랐지만, 시즌이 끝나고 해임되었다.

## 사생활
카펠로는 이탈리아 북동부 고리치아 인근의 출생 당시 베네치아 줄리아 연합군 점령지 A구역 이었던 산 칸치안 디손초 출신이다. 그의 부친은 게리노 카펠로였고, 모친은 에벨리나 카펠로였다. 카펠로는 독실한 천주교도로 매일 두 차례 기도를 올리며, 교황 베네딕토 16세에 대한 존경심을 표했다. 그의 부친은 학교 교사로 축구를 한 적이 있고, 그의 삼촌 마리오 토르툴도 축구 선수로, 트리에스티나, 파도바, 삼프도리아, 그리고 1960년대의 이탈리아 국가대표팀에서 활약했다. 카펠로는 청년기 전부를 축구에 바쳤다. 그는 청소년기에 버스에서 처음 만났던 라우라를 배우자로 맞이해 40년 동안 동행했다. 그의 아들 피에르 필리포는 그의 요원으로 활동했다. 2008년 1월, 이탈리아 경찰은 탈세가 의심되는 카펠로에 고강도 세무조사를 실시할 것임을 발표했다. 그러나, 억측은 세무조사는 몇몇 부유한 이탈리아인을 대상으로 하는 조사로, 표적 조사가 아니라고 카펠로의 대변인이 일축했다.
잉글랜드 축구 협회는 카펠로를 국가대표팀 감독으로 선임할 당시 세무조사에 대해서 이미 알고 있었다고 밝혔고, 별 혐의가 없이 지나가기를 원했다.
카펠로는 미술 애호가로도 알려져 있다. 그의 화보 모음은 £10M 가치를 내는 것으로 알려졌다. 그가 가장 좋아하는 예술가는 바실리 칸딘스키로 알려졌다.
카펠로는 우파적인 정치 성향을 나타내는데, 이는 1960년대에 자신을 "사회주의자"로 묘사한 것과는 대조적으로, 오랜 기간 기독교 민주당을 지지했다. 그는 이후 실비오 베를루스코니를 당수로 둔 중도 우파 전진 이탈리아당을 지지했다. 그는 2006년에 스페인의 독재자 프란시스코 프랑코에 대한 존경심을 표해 논란의 도마에 올랐는데, 그의 "질서의 유산"이 스페인에 남았다고 발언했다. 그러나, 그는 이러한 자신의 말을 뒤집으려 했는데, 자신은 독재를 찬양할 생각은 없다고 말했다. 2002년, 그는 북이탈리아 우파 분리주의 정당이었던 살바니 동맹당을 투표했다는 사실을 공개했고, 이전에 젊은 시절에는 이탈리아 사회당과 공화당을 표한 것도 밝혔다. 그는 자신을 "보수주의자"로 불리는 것을 거절했는데, 다음과 같이 말하면서 노조의 지지를 표하기도 했다: "저는 그들[노조]가 노동 착취를 막기 위해 기여한 바에 존경을 표합니다."

## 경력 통계

### 클럽
| 클럽      | 클럽      | 리그 | 리그 | 컵   | 컵   | 대륙 | 대륙 | 기타 | 기타 | 합계 | 합계 |
| 시즌      | 구단      | 출장 | 득점 | 출장 | 득점 | 출장 | 득점 | 출장 | 득점 | 출장 | 득점 |
| --------- | --------- | ---- | ---- | ---- | ---- | ---- | ---- | ---- | ---- | ---- | ---- |
| 1963–64   | SPAL      | 4    | 0    |      |      |      |      |      |      | 4    | 0    |
| 1964–65   | SPAL      | 9    | 0    | 1    | 0    |      |      |      |      | 10   | 0    |
| 1965–66   | SPAL      | 20   | 1    | 3    | 0    |      |      |      |      | 23   | 1    |
| 1966–67   | SPAL      | 16   | 2    | 1    | 1    |      |      |      |      | 17   | 3    |
| 1967–68   | 로마      | 11   | 1    | 1    | 0    |      |      |      |      | 12   | 1    |
| 1968–69   | 로마      | 25   | 6    | 8    | 4    |      |      |      |      | 33   | 10   |
| 1969–70   | 로마      | 26   | 4    | 5    | 0    | 8    | 3    | 6    | 0    | 45   | 7    |
| 1970–71   | 유벤투스  | 27   | 5    | 2    | 0    | 11   | 3    | 1    | 0    | 41   | 8    |
| 1971–72   | 유벤투스  | 29   | 9    | 9    | 3    | 7    | 1    |      |      | 45   | 13   |
| 1972–73   | 유벤투스  | 27   | 3    | 9    | 2    | 9    | 0    |      |      | 45   | 5    |
| 1973–74   | 유벤투스  | 27   | 4    | 8    | 0    | 2    | 0    |      |      | 37   | 4    |
| 1974–75   | 유벤투스  | 28   | 3    | 6    | 1    | 9    | 2    |      |      | 43   | 6    |
| 1975–76   | 유벤투스  | 27   | 3    | 1    | 2    | 1    | 0    |      |      | 29   | 5    |
| 1976–77   | 밀란      | 26   | 1    | 6    | 0    | 5    | 3    |      |      | 37   | 4    |
| 1977–78   | 밀란      | 28   | 3    | 5    | 0    | 2    | 1    |      |      | 35   | 4    |
| 1978–79   | 밀란      | 8    | 0    | -    | -    | 3    | 0    |      |      | 11   | 0    |
| 1979–80   | 밀란      | 3    | 0    | 1    | 1    | -    | -    |      |      | 4    | 1    |
| 경력 합계 | 경력 합계 | 341  | 45   | 66   | 14   | 57   | 13   | 7    | 0    | 471  | 72   |

### 국가대표팀
출처:
| 이탈리아 국가대표팀 | 이탈리아 국가대표팀 | 이탈리아 국가대표팀 |
| 연도                | 출장                | 골                  |
| ------------------- | ------------------- | ------------------- |
| 1972                | 6                   | 1                   |
| 1973                | 8                   | 3                   |
| 1974                | 6                   | 1                   |
| 1975                | 4                   | 1                   |
| 1976                | 8                   | 2                   |
| 합계                | 32                  | 8                   |

### 감독
출처: 2018년 3월 14일 기준
| 구단                | 국적     | 취임             | 해임            | 기록 | 기록 | 기록 | 기록 | 기록  | 기록 | 기록 | 기록  |
| 구단                | 국적     | 취임             | 해임            | 전   | 승   | 무   | 패   | 득    | 실   | 차   | 율 %  |
| ------------------- | -------- | ---------------- | --------------- | ---- | ---- | ---- | ---- | ----- | ---- | ---- | ----- |
| 밀란 (감독 대행)    | 이탈리아 | 1987년 4월 5일   | 1987년 7월 3일  | 7    | 3    | 3    | 1    | 7     | 3    | +4   | 42.86 |
| 밀란                | 이탈리아 | 1991년 6월 20일  | 1996년 5월 31일 | 249  | 142  | 77   | 30   | 410   | 169  | +241 | 57.03 |
| 레알 마드리드       | 스페인   | 1996년 5월 31일  | 1997년 6월 23일 | 48   | 31   | 12   | 5    | 96    | 41   | +55  | 64.58 |
| 밀란                | 이탈리아 | 1997년 6월 24일  | 1998년 5월 20일 | 44   | 16   | 14   | 14   | 53    | 52   | +1   | 36.36 |
| 로마                | 이탈리아 | 1999년 6월 6일   | 2004년 5월 28일 | 241  | 118  | 73   | 50   | 402   | 222  | +180 | 48.96 |
| 유벤투스            | 이탈리아 | 2004년 5월 28일  | 2006년 6월 4일  | 105  | 68   | 24   | 13   | 181   | 81   | +100 | 64.76 |
| 레알 마드리드       | 스페인   | 2006년 7월 6일   | 2007년 6월 28일 | 50   | 28   | 12   | 10   | 91    | 55   | +36  | 56.00 |
| 잉글랜드 국가대표팀 | 잉글랜드 | 2007년 12월 14일 | 2012년 2월 8일  | 42   | 28   | 8    | 6    | 89    | 35   | +54  | 66.67 |
| 러시아 국가대표팀   | 러시아   | 2012년 7월 16일  | 2015년 7월 13일 | 33   | 17   | 11   | 5    | 56    | 22   | +34  | 51.52 |
| 장쑤 쑤닝           | 중국     | 2017년 6월 11일  | 2018년 3월 28일 | 24   | 8    | 7    | 9    | 36    | 34   | +2   | 33.33 |
| 합계                | 합계     | 합계             | 합계            | 843  | 459  | 241  | 143  | 1,421 | 714  | +707 | 54.45 |

## 수상

### 선수
SPAL
- 세리에 B에서 승격: 1964–65

로마
- 코파 이탈리아: 1968–69

유벤투스
- 세리에 A: 1971–72, 1972–73, 1974–75

밀란
- 세리에 A: 1978–79
- 코파 이탈리아: 1976–77

### 감독
밀란
- 세리에 A: 1991–92, 1992–93, 1993–94, 1995–96
- 수페르코파 이탈리아나: 1992, 1993, 1994
- 챔피언스리그: 1993–94
- UEFA 슈퍼컵: 1994

레알 마드리드
- 라 리가: 1996–97, 2006–07

로마
- 세리에 A: 2000–01
- 수페르코파 이탈리아나: 2001

유벤투스
- 세리에 A: 2004–05, 2005–06 (칼치오폴리로 박탈)

### 개인
- 판키나도르 : 1992, 1994, 1997, 2001[173]
- 세리에 A 올해의 감독 : 2005[174]
- BBC 올해의 스포츠인 감독상 : 2009[175]
- 마르카 레전드상 : 2011[176]
- 그란 갈라 델 칼초 평론가상 : 2011[177]
- 유럽 올해의 감독-제프 헤어베어거 상 : 1994
- 유럽 올해의 감독상 : 1993–94
- 이탈리아 축구 명예의 전당 : 2013[178]
- ESPN 역대 최고의 감독 20위 : 2013[179]
- 프랑스 풋볼 역대 최고의 감독 21위 : 2019[180][181]
- 월드 사커 역대 최고의 감독 24위 : 2013[182][183]
- AIAC 축구 지도자 경력상 : 2016[184]
- AC밀란 명예의 전당[185]

## 참고
1. ↑  참고[56][57][58][59][60][61][62][63][64]

## 참고 문헌
- Ryan, Mark (2008). 《Fabio Capello: The Man. The Dream. The Inside Story》. JR Books. ISBN 978-1-906217-78-5.
- Marcotti, Gabriele (2008). 《Capello: The Man Behind England's World Cup Dream》. Bantam Books. ISBN 978-0-553-82566-4.